# Любченко, Андрей Владимирович
Андрей Владимирович Любченко (род. 13 июля 1963) — советский и белорусский футболист, вратарь.

## Биография
Воспитанник ДЮСШ «Красное Знамя» (Витебск). В 1981 году начал играть на взрослом уровне в клубе второй лиги СССР «Двина» (Витебск), позднее клуб носил названия «Витязь» и «КИМ». В составе клуба провёл непрерывно 11 сезонов, сыграв за это время 268 матчей в первенствах страны (один сезон в 1990 году команда провела во второй низшей лиге, остальные — во второй). Участник Спартакиады народов СССР 1983 года в составе юношеской сборной Белорусской ССР.
После распада СССР перешёл в клуб «Днепр» (Могилёв), с которым стал серебряным призёром первого независимого чемпионата Беларуси и финалистом первого розыгрыша Кубка страны. В весеннем сезоне 1992 года пропустил только 3 гола в 15 матчах (5 из них отыграл не полностью) и установил рекордную на тот момент сухую серию — 973 минуты. По состоянию на 2020 год с этим результатом занимает третье место в истории национального чемпионата. Продолжал играть за «Днепр» до конца 1992 года и по итогам года включён в список 22-х лучших игроков Беларуси, также был признан лучшим игроком весеннего чемпионата 1992 года. В начале 1993 года вернулся в Витебск, но играл за другую городскую команду — «СКБ-Локомотив».
В 1994 году перешёл в чешский клуб «Словацка Славия» (Угерске-Градиште) и за два года с командой поднялся из второго дивизиона в высший, в турнирах второго дивизиона 1993/94 и первого дивизиона 1994/95 клуб стал победителем. В высшем дивизионе Чехии в сезоне 1995/96 вратарь сыграл 13 матчей.
После возвращения на родину выступал три сезона в клубе «Локомотив-96» (Витебск). Бронзовый призёр чемпионата Беларуси 1997 года, обладатель Кубка страны 1997/98. Участник матчей Кубка обладателей кубков в 1998 году. Последний сезон в профессиональной карьере провёл в 2000 году за «Гомель». Всего за карьеру в высшей лиге Беларуси сыграл 95 матчей.
В конце карьеры также выступал в мини-футболе. После окончания игровой карьеры работал тренером в пляжном футболе, а также с вратарями ФК «Витебск» в большом футболе.

## Достижения
- Серебряный призёр чемпионата Беларуси: 1992
- Бронзовый призёр чемпионата Беларуси: 1997
- Обладатель Кубка Беларуси: 1997/98
- Финалист Кубка Беларуси: 1992